# Pokrovka, Novoarhanhelsk
Pokrovka (în ucraineană Покровка) este o comună în raionul Novoarhanhelsk, regiunea Kirovohrad, Ucraina, formată numai din satul de reședință.

## Demografie
Componența lingvistică a comunei Pokrovka
     Ucraineană (98,42%)
     Alte limbi (1,59%)
Conform recensământului din 2001, majoritatea populației comunei Pokrovka era vorbitoare de ucraineană (98,42%), existând în minoritate și vorbitori de alte limbi.